# 鑲嵌 (修辭)
鑲嵌是一種在詞句中故意插入數目字、虛字、特定字、同義字或異義字來接長文句的修辭法。
修辭學上，分為鑲字、嵌字、增字、配字。

## 鑲字
使用數字或虛數字加入語句者。
例如：
- 「『百』金買駿馬，『千』金買美人，『萬』金買高爵，何處買青春？」『百』、『千』、『萬』為刻意加入的數目字。
- 「一」不做，「二」不休、「一」絲「一」毫、「一」乾「二」淨。

## 嵌字
使用特定字加入語句者。
例如：
- 「『東』市買駿馬，『西』市買鞍韉，『南』市買轡頭，『北』市買長鞭。」（木蘭辭）刻意加入『東』、『西』、『南』、『北』等表示方位的特定字。
- 魚戲蓮葉「東」，魚戲蓮葉「西」，魚戲蓮葉「南」，魚戲蓮葉「北」（江南）

## 增字
使用同義字加入語句者。這種修辭法也叫做「同義複詞」。
例如：
- 「又有諸院孤小弟妹六、七人，『提』『挈』同來。」此句『提』、『挈』為同義字。
- 「不宜妄自『菲』『薄』，引喻失義，以塞忠諫之路也。」此句『菲』、『薄』為同義字。

## 配字
加入一個異義字來拉長語句，此異義字只取其聲來舒緩語句，並不取其義。這種修辭法也叫做「偏義複詞」、「雙義仄用」。
例如：
- 「陟罰臧否，不宜『異』『同』。」此句『同』為配字。